# عنقود مفتوح

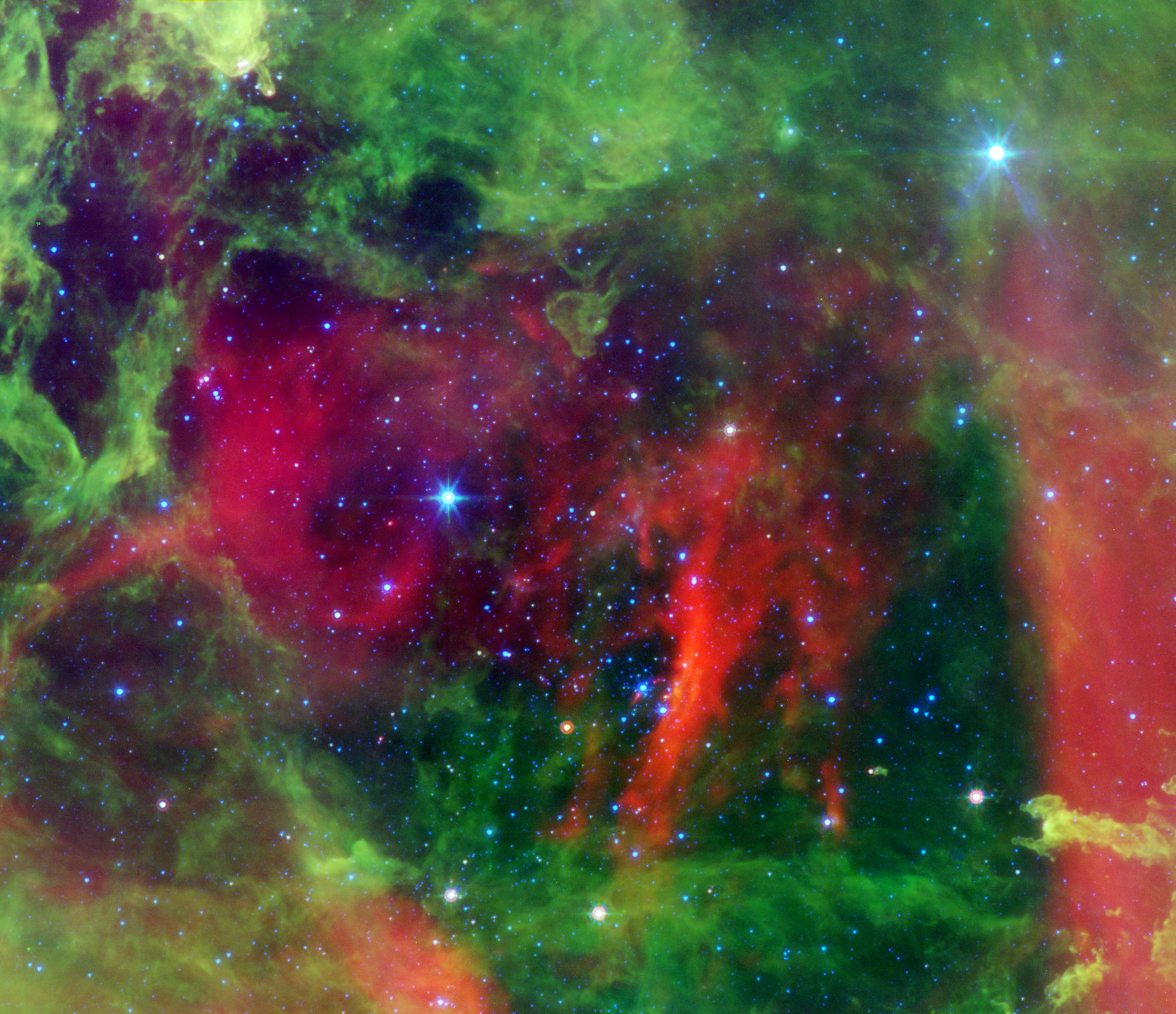
التجمع المفتوح أن جي سي 2244

العنقود المفتوح (بالإنجليزية: Open Stars Cluster)‏ مجموعة نجوم يصل عددها إلى بضعة آلاف تشكّلت من نفس السحابة الجزيئية العملاقة، وتمتلك نفس العمر تقريبًا. اكتُشف أكثر من 1100 عنقود مفتوح في مجرة درب التبانة، ويُعتقد أنه يوجد المزيد. إنّ هذه العناقيد مقيدة بشكل فضفاض عن طريق التجاذب الثقالي المتبادل، وتتمزق من خلال اللقاءات القريبة مع عناقيد أخرى ومع سحب غازية تدور حول المركز المجري. يمكن أن ينتج عن هذا هجرة جسم المجرة الرئيسي وفقدان مكونات العنقود عن طريق اللقاءات الداخلية القريبة. تبقى العناقيد المفتوحة بشكل عام بضع مئات الملايين من السنين، وتبقى العناقيد ذات الكتل الأكثر ضخامة حتى بضعة مليارات من السنين. في المقابل، تمارس العناقيد النجمية المغلقة الأكثر ضخامة تجاذب ثقالي أقوى على مكوناتها، وتتمكن من البقاء لفترة أطول. وُجدت العناقيد المفتوحة في المجرات الحلزونية وغير المنتظمة فقط، حيث يحدث فيها تشكل النجوم النشطة.
رُبّما تُحتوى العناقيد المفتوحة الشابة ضمن السحابة الجزيئية التي تشكلت منها، مما يجعلها مضيئة لتشكل منطقة هيدروجين II. سيؤدي ضغط الإشعاع الناتج عن العنقود مع الوقت إلى بعثرة السحابة الجزيئية. تندمج إجمالًا نحو 10% من كتلة سحابة الغاز في النجوم قبل أن يقود ضغط الإشعاع باقي الغاز بعيدًا.

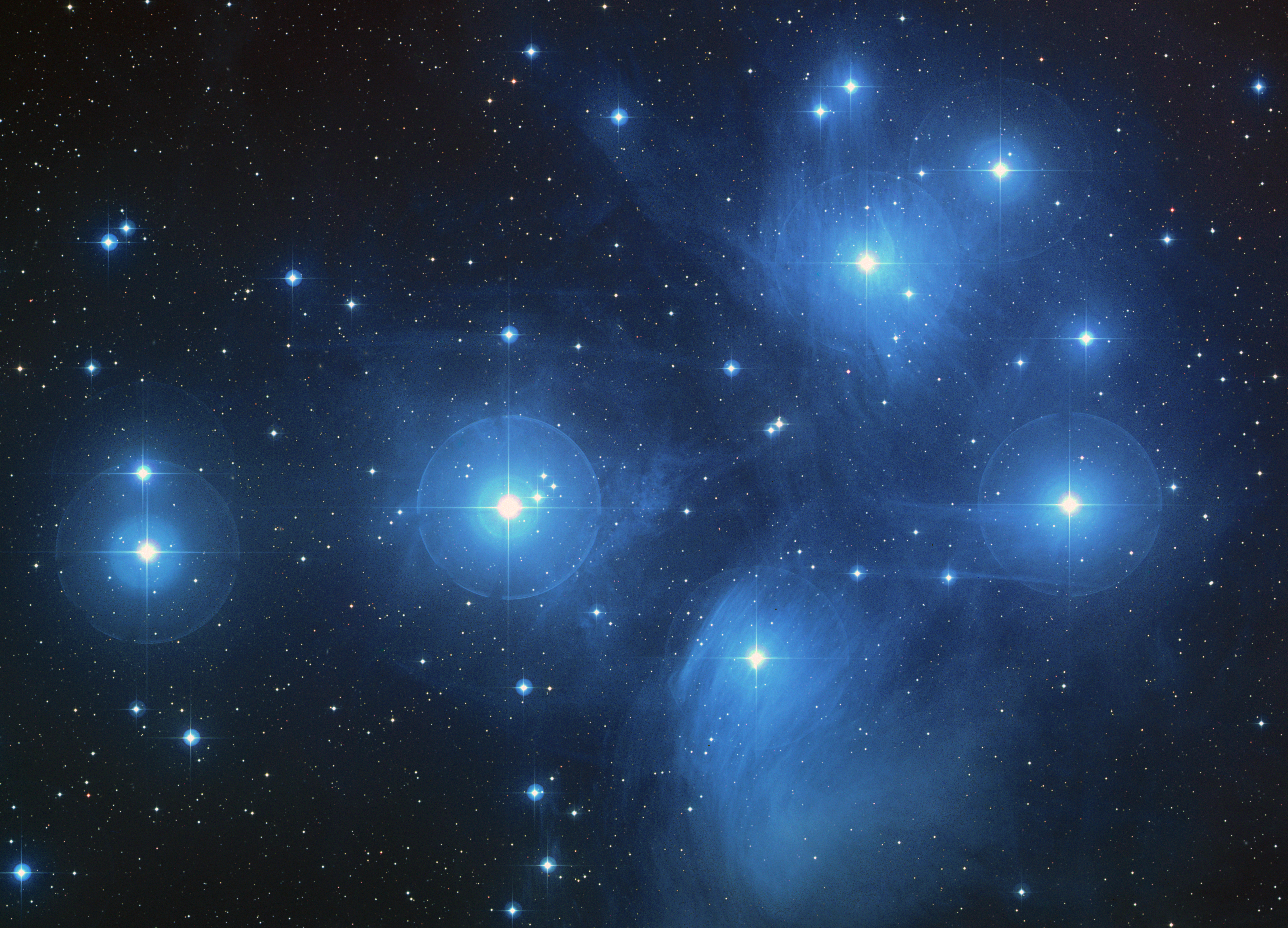
The Pleiades هي واحدة من أشهر الحانات المفتوحة.

إنّ العناقيد المفتوحة عناصر رئيسية في دراسة التطور النجمي. يجري تحديد خصائص النجوم في العناقيد (مثل المسافة، والعمر، والمعدنية، والإخماد، والسرعة) بشكل أكثر سهولة مما هي عليه في النجوم المعزولة بسبب تشابهها في العمر والتكوين الكيميائي. هنالك عدد من العناقيد المفتوحة يمكن رؤيتها بالعين المجردة مثل الثريا، والقلائص، وألفا بيرسي. هنالك عناقيد أخرى بالكاد يمكن رؤيتها من دون استخدام أدوات مثل العناقيد المزدوجة، بينما يمكن رؤية الكثير باستخدام المناظير والتلسكوبات مثل عنقود البط البري، والمعروف بإم 11.

## الأرصاد التاريخية
عُرف العنقود النجمي المفتوح البارز الثريا بصفته مجموعة من النجوم منذ العصور القديمة. بينما تشكل القلائص جزءًا من كوكبة الثور، وهي واحدة من أقدم الكوكبات. لاحظ الفلكيون الأوائل العناقيد المفتوحة الأخرى كبقع ضبابية من الضوء غير معروفة ماهيتها. يشير الفلكي الروماني بطليموس في كتابة المجسطي إلى العنقود ميسييه 44، وإلى العنقود المزدوج حامل رأس الغول، وعنقود نجم الذؤابة، ومسييه 7، بينما كتب الفلكي الفارسي عبد الرحمن الصوفي عن العنقود النجمي آي سي 2391. ومع ذلك، تطلب اختراع التلسكوب لتحليل هذه «السدم» إلى النجوم المكونة لها. وبالفعل أعطى يوهان باير في عام 1603 ثلاثة من تسميات هذه العناقيد كما لو كانت نجومًا فردية.
كان العالم الإيطالي غاليليو غاليلي أوّل شخص يستخدم التلسكوب لمراقبة سماء الليل، ويسجل ملاحظاته في عام 1609. عندما أدار التلسكوب باتجاه بعض البقع الضبابية التي سجلها بطليموس، وجد أنها لم تكن نجمًا واحدًا، بل كانت مجموعات مكونة من نجوم عديدة. وبالنسبة لمسييه 44، فقد وجد أكثر من 40 نجم. وجد في عنقود الثريا 50 نجم تقريبًا، بينما لاحظ الراصدون سابقًا 6-7 نجوم فقط. كتب غاليليو غاليلي في كتيّبه سيديريوس نونتشوس «المجرة ليست إلّا كتلة من النجوم التي لا تعد ولا تحصى موضوعة معًا في عناقيد». أصبح الفلكي الصقلي جيوفاني هوديرنا الفلكي الأول الذي يستخدم التلسكوب لإيجاد العناقيد المفتوحة غير المكتشفة سابقًا، وذلك بسبب تأثره بعمل غاليليو. في عام 1654، حدد الأجسام التي تُعرف حاليًا بمسييه 41، ومسييه 47، وإن جي سي 2362، وإن جي سي 2451.

## خصائص
تحتوي مجموعة العناقيد المفتوحة على ما بين 10-3000 نجم في المجموعة. وتكون نجوم العنقود المفتوح لها نفس العمر تقريبا حسب الفئة العمرية. ويقدر عدد عناقيد النجوم المفتوحة بنحو 20 ألف مجموعة، 100 منها معروفة. يتراوح نصف قطر العنقود المفتوح ما بين 7- 20 سنة ضوئية ( أي من 2-6 فرسخ فلكي)
وتتواجد العناقيد النجمية المفتوحة في أذرع المجرة. حيث إن النجوم في هذه التجمعات تكون عادة ممتزجة بسحب الغبار الكوني الهائلة التي تكونت منها.
تتحرك المجموعة المفتوحة داخل المجرة في مستوى مواز لخط الاستواء المجري الذي يمر فوق وتحت هذا الخط ولذلك تدعي أحيانا بالعناقيد المجرية Galactic Clusters لان معظم نجومها تقع في قرص المجرة.
ويقل تركيز النجوم بشكل واضح عند الاتجاه نحو مركز المجموعة ولذلك فإنها عرضة للتأثير بسبب جاذبية المجرة المركزية الطاردة، نتيجة دوران الأذرع بسرعة 250 كم/ث وأيضا بسبب السحب الساخنة المندفعة داخل المجرة، ولذلك فتكون هذه المجموعات المفتوحة عرضة للتفكك والانفراط خلال بضع ملايين من السنين، أي خلال دورة أو دورتان لها حول المجرة.
وتتحرك نجوم المجموعة المفتوحة نحو مناطق جذب عالية قريبة من كل منها بسرعات تتراوح بين 20-45 كم / ث. ويقدر عمر المجموعات المفتوحة بحوالي 1,7 مليار سنة أي حوالي ثلث عمر الشمس. وتعتبر حديثة الولادة فهي تحتوي على نجوم شابة ذات وفرة في العناصر الثقيلة حيث عرف ذلك من خلال قياس أطيافها، وأحجامها متقاربة تقريبا.

## أشهرها
أشهر المجموعات المفتوحة:
- م45 و NGC188 في الشمال .
- NGC 4755 / NGC 3532 / مسييه 7 أو NGC 6475 في الجنوب.

## اقرأ أيضا
- سديم الشرنقة
- إن جي سي 6823
- إن جي سي 265
- العناقيد النجمية
- سحابة ماجلان الكبرى
- مسح فلكي فيستا
- مجرة
- نجم
- نجم نيوتروني
- عملاق أحمر
- مسييه 33
- الانفجار العظيم
- إن جي سي 2451